# ヌワンコ・オビオラ
ヌワンコ・エメカ・オビオラ（Nwankwo Emeka Obiora, 1991年7月12日- ）は、ナイジェリア・カドゥナ出身の同国代表サッカー選手。主に守備的MFとしてプレーするが、時にはCBとしても適応を見せる。

## 経歴

### クラブ
ラゴスのECO FCで選手生活をスタートさせ、レンタル移籍の形でハートランドFC, 2008年7月にウィッキー・ツーリスツFCとナイジェリア国内の複数クラブを渡り歩き、2009年5月にスペイン2部のレアル・ムルシアと契約を交わし、2010年6月30日まで在籍した。

#### インテル
2009年9月に行われた2009 FIFA U-20ワールドカップでのプレーが評価され、同年11月28日にECO FCからインテルナツィオナーレ・ミラノと契約し、最初はフルヴィオ・ペア監督率いる下部組織に登録された。
2010年7月のトレーニングキャンプでラファエル・ベニテス監督の下でトップチーム登録されると、2010年11月2日にロンドンで行われたUEFAチャンピオンズリーグ 2010-11 グループリーグのトッテナム・ホットスパーFC戦で負傷したサリー・ムンタリに代わり、53分からピッチに立ちデビューを果たし、11月21日に1-2と敗れたキエーヴォ・ヴェローナ戦でエステバン・カンビアッソに代わり、55分から途中出場しリーグデビューをした。

#### パルマ
2011年2月1日、パルマFCへの共同所有権の譲渡とシーズン後半はパルマでプレーすることが発表され、第37節の1-0で勝利したユヴェントスFC戦でデビューをした。
2012年1月4日、パルマとインテルの共同保有が保たれたまま、セリエBのASグッビオ1910へ貸し出され、1月6日に2-2で引き分けたASバーリ戦に先発出場し、警告が与えられ62分にフランチェスコ・ルナルディーニと交代するまでプレーした。3月31日の1-2で敗れたリヴォルノ・カルチョ戦で85分に初得点を決るなど、グッビオでは18試合2得点を記録した。
6月22日にインテルとの共同保有が更新され、7月3日にカルチョ・パドヴァへ貸し出された。2-0で敗れたコッパ・イタリア3回戦のアタランタBC戦で公式戦デビューをし、8月25日に1-1と引き分けたSSヴィルトゥス・ランチャーノ1924戦でリーグデビュー。
2013年1月31日にパルマに復帰し、同年2月16日にルーマニア王者のCFRクルージュへ貸し出された。

#### コルドバ
2014年1月27日、パルマとの契約を解除しスペインのコルドバCFに加入することが決まった。

### 代表
オビオラは、U-20代表時代の2009年にWAFU U-20選手権とルワンダで開催されたアフリカユース選手権2009、さらにエジプトで開催された2009 FIFA U-20ワールドカップに出場した。
A代表としては、2012年6月の2014 FIFAワールドカップ・アフリカ予選のナミビア戦とマラウイ戦でデビュー。アフリカネイションズカップ2013に向けた23人のメンバーに選出された。

## タイトル
代表
- アフリカネイションズカップ : 2013

クラブ
インテルナツィオナーレ・ミラノ
- スーペルコッパ・イタリアーナ : 2010
- FIFAクラブワールドカップ : FIFAクラブワールドカップ2010